# Carl Stern (Theologe)
Carl Stern (* 4. November 1819 in Breslau, Provinz Schlesien; † 14. Dezember 1875) war ein deutscher römisch-katholischer Priester und Katholischer Theologe.

## Leben
Carl Stern wurde 1844 zum Priester geweiht und erwarb 1845 das Lizentiat. Nach der Habilitation 1846 wurde er 1850 als außerordentlicher Professor und 1857 als ordentlicher Professor für Alttestamentliche Exegese als Nachfolger von Franz Karl Movers an die Universität Breslau berufen. 1864 wurde er entlassen.

## Schriften (Auswahl)
- De quaestionibus quibusdam ad S. Joannis Apocalypsin pertinentibus dissertatio, etc. Breslau 1846.
- Einleitung in die Offenbarung des Apostel Johannes. Breslau 1851, OCLC 66981120.
- Commentar über die Offenbarung des Apostel Johannes. Schaffhausen 1854, OCLC 402472307.
- Pentateuchi et Aegyptiorum sistens argumenta. Breslau 1858, OCLC 959352188.

| Personendaten    | Personendaten                                       |
| ---------------- | --------------------------------------------------- |
| NAME             | Stern, Carl                                         |
| ALTERNATIVNAMEN  | Stern, Karl                                         |
| KURZBESCHREIBUNG | deutscher Katholischer Theologe und Hochschullehrer |
| GEBURTSDATUM     | 4. November 1819                                    |
| GEBURTSORT       | Breslau, Provinz Schlesien                          |
| STERBEDATUM      | 14. Dezember 1875                                   |